# Det første jeg tænker på
Det første jeg tænker på er en roman af Ida Jessen, udkom i 2006 (Gyldendal, ISBN 87-03-01260-3).
Præsten Lisa i den lille vestjyske by Hvium rammes af en frygtelig ulykke, mens hun har besøg af sin barndomsveninde Birgitte. Romanen handler om, hvordan Lisa, Birgitte, og Lisas mand reagerer på ulykken. Der er samtidig et element af krimi, idet det først til sidst afsløres, hvem der var ansvarlig for ulykken.
Romanen betegnes som en selvstændig fortsættelse til Den der lyver.
Romanen var nomineret til DR Romanprisen 2007.